# Pholcus ancoralis
Pholcus ancoralis är en spindelart som beskrevs av Ludwig Carl Christian Koch 1865. Pholcus ancoralis ingår i släktet Pholcus och familjen dallerspindlar. Inga underarter finns listade i Catalogue of Life.